# Alpheus aequus
Alpheus aequus  (лат.) — вид креветок из семейства Alpheidae.

## Ареал
Восточная часть Тихого океана (от Коста-Рики и Панамы до Галапагосских островов). Встречаются на глубинах от 0 (приливная зона каменистых и илистых побережий) до 5 м.

## Описание
Мелкие ракообразные, длина тела до 22 мм. Основная окраска беловатая с оранжевыми отметинами. Рострум короткий. Живут, вероятно, парами, поблизости или внутри норок морских червей эхиурид Ochetostoma edax (Echiura, Thalassematidae). Морфологически и генетически сходен с видам Alpheus christofferseni (Западная Атлантика) и Alpheus naos (восток Тихого океана)
.
Вид был впервые описан в 1988 году американскими зоологами Воном Кимом и Лауренсом Абелем (Kim W., Abele L. G., Department of Biological Science, Университет штата Флорида, Таллахасси, Флорида, США).